# Лемиш, Владислав Юрьевич
Владислав Юрьевич Лемиш (20 августа 1970, Баку — 30 сентября 2021, Краснодар) — советский, азербайджанский и российский футболист, нападающий, российский футбольный тренер. Мастер спорта СССР (1987).

## Биография
Воспитанник футбольной школы «Трудовые резервы» города Баку. Первый тренер — Алик Джафаров.
Выступал за команды «Нефтчи» Баку (1988—1989), «Кубань» Краснодар (1990—1991, 1992, 1994), ФК «Паламос» (Испания) (1992—1993), ЦСКА Москва (1994), «Монолит» Новотитаровская (1995), «Изумруд» Тимашевск (1995), «Дружба» Майкоп (1996), «Динамо» Ставрополь (1997), «Балтика» Калининград (1997), «Славия» Мозырь, Белоруссия (1998).
В высшей лиге чемпионата СССР сыграл 4 матча, в первой лиге СССР сыграл 71 матч, забил 20 мячей. Первый матч провёл в конце 1988 против «Динамо» (Москва).
В высшей лиге чемпионата России сыграл 27 матчей, забил пять мячей.
Лучший бомбардир «Кубани» в чемпионате России 1992 года — пять голов.
В Испанию уезжал в «Эспаньол», но в итоге за этот клуб не сыграл ни разу — был отдан в аренду в клуб второго дивизиона «Паламос».
В ЦСКА не сумел закрепиться из-за травм и недоверия тренера Бориса Копейкина.
После завершения игровой карьеры жил в Краснодаре, тренировал любительские и студенческие коллективы города. В 2003 году — старший преподаватель в Кубанском государственном аграрном университете по физическому воспитанию.
Скончался 30 сентября 2021 года.

## Карьера в сборной
Сыграл в первом официальном матче сборной России в её истории:
- 16 августа 1992. Товарищеский матч. Россия — Мексика (2:0). 11 минут, вышел на замену; «Кубань» Краснодар

В 1994 году провел один матч в составе сборной Азербайджана.
Выступал за юношескую сборную СССР. В 1987 году стал чемпионом мира среди юношей (до 17 лет) на турнире в Канаде.